# Cereeae
Cereeae je tribus kaktusa u potporodici Cactoideae.. Sastoji se od tri podtribusa.

## Podtribusi i rodovi
Tribus Cereeae Salm-Dyck
1. Subtribus Uebelmanniinae N. P. Taylor
  1. Uebelmannia Buining (3 spp.)
2. Subtribus Aylosterinae N. P. Taylor
  1. Aylostera Speg. (10 spp.)
3. Subtribus Rebutiinae Donald
  1. Rebutia K. Schum. (4 spp.)
  2. Browningia Britton & Rose (10 spp.)
  3. Weingartia Werderm. (25 spp.)
4. Subtribus Gymnocalyciinae N. P. Taylor
  1. Gymnocalycium Pfeiff. (66 spp.)
5. Subtribus Trichocereinae Buxb.
  1. Reicheocactus Backeb. (1 sp.)
  2. Harrisia Britton (17 spp.)
  3. Echinopsis Zucc. (19 spp.)
  4. ×Leucomoza M. H. J. van der Meer (0 sp.)
  5. Setiechinopsis (Backeb.) de Haas (1 sp.)
  6. Soehrensia Backeb. (23 spp.)
  7. Lobivia Britton & Rose (28 spp.)
  8. Trichocereus (A. Berger) Riccob. (4 spp.)
  9. Leucostele Backeb. (13 spp.)
  10. Chamaecereus Britton & Rose (5 spp.)
  11. Acanthocalycium Backeb. (5 spp.)
  12. Cleistocactus Lem. (19 spp.)
  13. Espostoa Britton & Rose (10 spp.)
  14. Lasiocereus Ritter (2 spp.)
  15. ×Haagespostoa G. D. Rowley (0 sp.)
  16. Oreocereus (A. Berger) Riccob. (8 spp.)
  17. Cremnocereus M. Lowry, Winberg & Gut. Romero (1 sp.)
  18. Haageocereus Backeb. (10 spp.)
  19. Borzicactus Riccob. (23 spp.)
  20. Matucana Britton & Rose (24 spp.)
  21. Mila Britton & Rose (1 sp.)
  22. Pygmaeocereus H. Johnson & Backeb. (2 spp.)
  23. Rauhocereus Backeb. (1 sp.)
  24. Weberbauerocereus Backeb. (7 spp.)
  25. Arthrocereus (A. Berger) A. Berger (5 spp.)
6. Subtribus Cereinae Britton & Rose
  1. Stetsonia Britton & Rose (1 sp.)
  2. Praecereus Buxb. (2 spp.)
  3. Cereus Mill. (34 spp.)
  4. Facheiroa Britton & Rose (8 spp.)
  5. Espostoopsis Buxb. (1 sp.)
  6. Micranthocereus Backeb. (8 spp.)
  7. Discocactus Pfeiff. (17 spp.)
  8. Melocactus Link & Otto (42 spp.)
  9. Coleocephalocereus Backeb. (11 spp.)
  10. Arrojadoa Britton & Rose (15 spp.)
  11. Cipocereus F. Ritter (4 spp.)
  12. Pilosocereus Byles & G. D. Rowley (54 spp.)
  13. Xiquexique Lavor, Calvente & Versieux (4 spp.)

## Sinonimi
- Melocacteae Salm-Dyck
- Monvilleeae F.Ritter
- Trichocereeae Buxb.